# Anhée

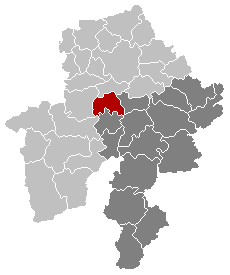
Mapa del municipio de Anhée.

Anhée (en valón, Anhêye) es un municipio de Bélgica situado en Valonia, en la provincia de Namur.
Según datos del censo de 2019, la población total de aquel municipio era de 7.046 habitantes. La superficie total es de 65.92 km² con una densidad poblacional de 106.9 habitantes por km².

## Secciones del municipio

Anhée

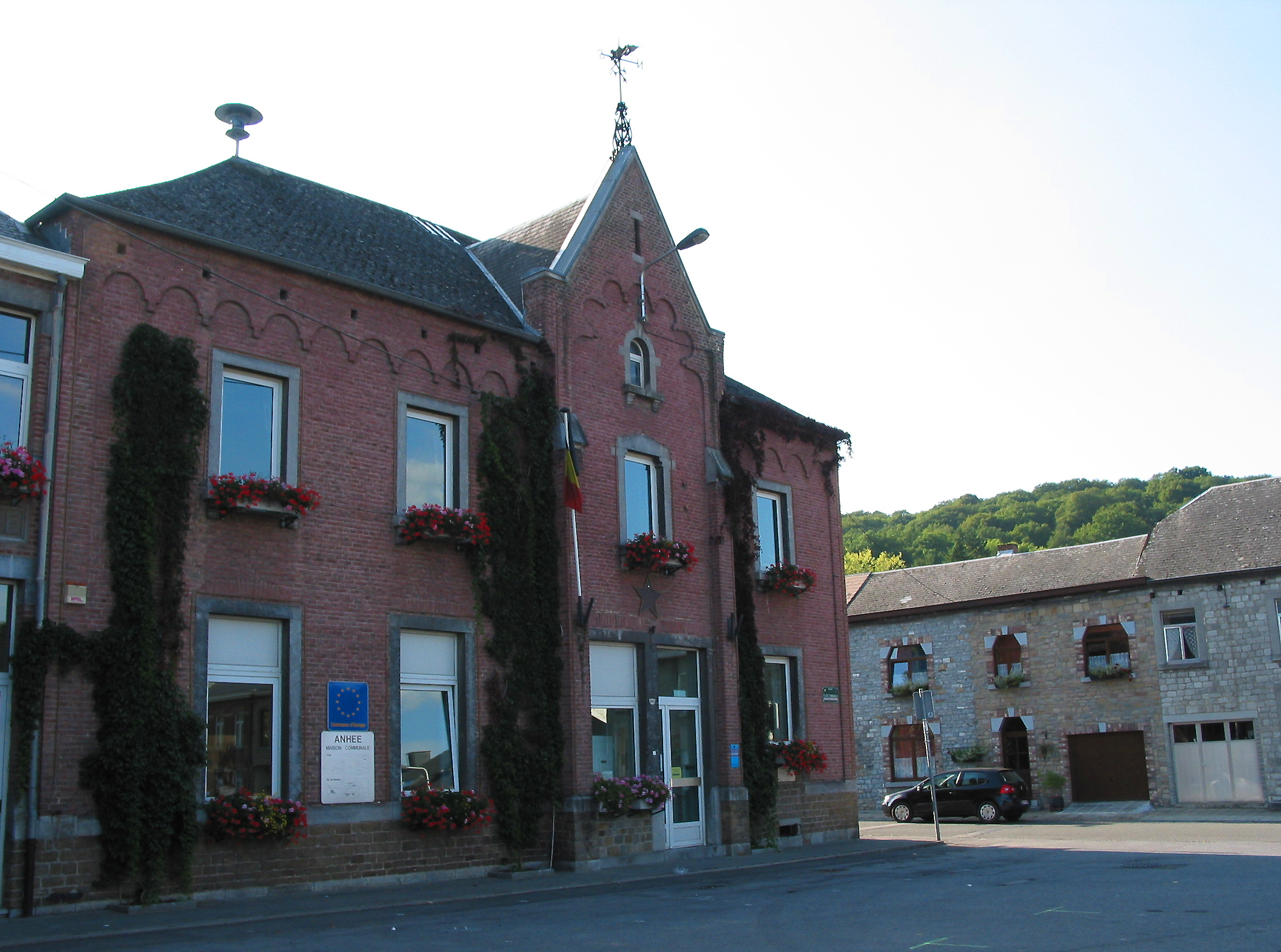
Anhée, la casa municipal.

- Anhée
- Annevoie-Rouillon
- Bioul
- Denée
- Haut-le-Wastia
- Maredret
- Salet
- Sosoye
- Warnant.

## Demografía

### Evolución
Todos los datos históricos relativos al actual municipio, el siguiente gráfico refleja su evolución demográfica, incluyendo municipios después de efectuada la fusión el 1 de enero de 1977.
| Gráfica de evolución demográfica de Anhée entre 1846 y 2020 |
|                                                             |